# Heinrich Brügger
Heinrich Brügger (* 3. Dezember 1895 in Ascheberg, Westfalen; † 4. November 1976 in Wangen im Allgäu) war ein deutscher Mediziner.

## Leben
Brügger entstammte einer alteingesessenen katholischen Bauernfamilie. Er studierte Medizin an den Universitäten Münster, Gießen, Tübingen und Freiburg, wo er 1920 das medizinische Staatsexamen ablegte. In den folgenden fünf Jahren war er als Assistent an verschiedenen Krankenhäusern in Hamburg tätig. 1928 übernahm er als Direktor die Leitung der Kinderheilstätte Wangen im Allgäu. Während dieser Zeit habilitierte er sich 1941 an der Universität Köln. 1949 wurde er zum Honorarprofessor an der Landesuniversität Tübingen ernannt.
Er war Vorsitzender der Süddeutschen Tuberkulose-Gesellschaft und Mitglied des Zentralkomitees zur Bekämpfung der Tuberkulose. Er ist Verfasser des Lehrbuchs Die Tuberkulose des Kindes. 1952 wurde er mit dem Verdienstkreuz am Bande der Bundesrepublik Deutschland ausgezeichnet, 1966 mit dem Großen Verdienstkreuz. 1974 erhielt er die Paracelsus-Medaille der deutschen Ärzteschaft. Die Schule für Kranke an den Fachkliniken Wangen trägt seinen Namen.
Seine Tochter, die Lehrerin und Dichterin Margret Brügger, welche von 1970 bis 1972 die Sanatoriumsschule (Heinrich-Brügger-Schule) an der Klinik ihres Vaters leitete, wurde im Juli 1927 in Emden/Ostfriesland geboren.
Er war Mitglied der katholischen Studentenverbindungen KStV Rheno-Palatia Freiburg und KStV Alamannia Tübingen im KV.